# کولونی کلوداگ شرقی
کولونی کلوداگ شرقی (به لاتین: Clodagh Eastern Colony) یک منطقهٔ مسکونی در سری‌لانکا است که در استان مرکزی (سری‌لانکا) واقع شده‌است.